# Rødnæbbet kitta
Rødnæbbet kitta (latin: Urocissa erythroryncha) er en kragefugl, der lever i det sydlige Himalaya og det østlige Asien.